# Francine Moraes
Francine Camila de Moraes Cararo (ur. 1 stycznia 1981 w Sorocabie) – brazylijska piłkarka ręczna, reprezentantka kraju, grająca na pozycji prawej rozgrywającej. Obecnie występuje w austriackim Hypo Niederösterreich.

## Sukcesy
- mistrzostwo Austrii  (2009, 2010, 2011)
- puchar Austrii  (2009, 2010, 2011)